# سيلينة صفدية
السيلينة الصفدية (باللاتينية: Silene crassipes) نوع نباتي يتبع جنس السيلينة من الفصيلة القرنفلية.

## الموئل والانتشار
موطنها بلاد الشام وتركيا.

## مرادفات للاسم العلمي
- (باللاتينية: Silene boryi var. sefidiana)